# Ben Rottiers
 (décembre 2021).
Si vous disposez d'ouvrages ou d'articles de référence ou si vous connaissez des sites web de qualité traitant du thème abordé ici, merci de compléter l'article en donnant les références utiles à sa vérifiabilité et en les liant à la section « Notes et références ».
Ben Rottiers est un acteur belge né le 29 mai 1958 à Ekeren.

## Biographie
Ben Rottiers a fait ses études en sport à Bruxelles avant d'intégrer le Studio Herman Teirlinck à Anvers.
Il est surtout connu pour son rôle du personnage Pol De Tremmerie dans la série télévisée flamande F.C. De Kampioenen.
Il a également joué dans Flikken et le rôle de Mikal dans The White Blood of Peekaboo . Il a également joué de petits rôles dans Bompa (comme Filip Vleugels) et Binnenstebuiten, entre autres sur VTM.

## Filmographie

### Cinéma
- 1992 : Het Witte Bloed : Mikal
- 1998 : Left Luggage
- 2013 : Kampioen zijn blijft plezant (Être un champion est toujours amusant) : Pol De Tremmerie
- 2015 : FC De Kampioenen 2: Jubilee General : Pol De Tremmerie
- 2017 : FC De Kampioenen 3: Forever : Pol De Tremmerie
- 2019 : FC De Kampioenen 4: Viva Boma : Pol De Tremmerie

### Séries télévisées
- 1990 : F.C. De Kampioenen : Pol De Tremmerie
- 1992 : Familie : Ben Van der Venne
- 1999 : Flikken : gastrol: arme man
- 2003 : Binnenstebuiten : Francis Johannsen